# Srednjovekovna muzika
Srednjovekovna muzika sastoji se od pesama, instrumentalnih komada i liturgijske muzike iz perioda od oko 500. do 1400. godine. Srednjovekovna muzika je bila era zapadne muzike, uključujući liturgijsku muziku (poznatu kao sveta muzika) koja se koristila u crkvama, i sekularnu muziku, nereligijsku muziku. Srednjovekovna muzika uključuje čisto vokalnu muziku, poput gregorijanskog napeva i horske muzike (muzika za grupu pevača), isključivo instrumentalnu muziku i muziku koja koristi glasove i instrumente (obično sa instrumentima koji prate glasove). Gregorijanske napeve su pevali monasi tokom katoličke mise. Misa je rekreiranje Hristove zadnje večere, namenjena pružanju duhovne veze između čoveka i Boga. Deo ove veze se uspostavljan muzikom. Ova era počinje padom Zapadnog rimskog carstva u petom veku i završava negde početkom XV veka. Uspostavljanje kraja srednjovekovne ere i početka muzičke ere renesanse je tegobno, jer su trendovi započeli u različito vreme u različitim regionima. Raspon datuma u ovom članku je onaj koji obično usvajaju muzikolozi.
Tokom srednjovekovnog perioda postavljeni su temelji muzičke notacije i prakse muzičke teorije koji će oblikovati zapadnu muziku u norme koje su se razvile u doba uobičajene prakse, perioda ustaljene prakse pisanja muzike koja je obuhvatala barokne kompozitore muzike od 1600–1750, kao što je Johan Sebastijan Bah, i kompozitore klasičnog muzičkog perioda tokom 1700-ih, poput Volfganga Amadeusa Mocarta, i romantičke muzike 1800-ih, poput Vagnera. Najočigledniji od njih je razvoj sveobuhvatnog muzičkog notnog sistema koji je kompozitorima omogućio da na pergamentu ili papiru napišu svoje melodije i instrumentalne komade. Pre razvoja muzičke notacije, pesme i komade su se morali učiti „po uvu”, od jedne osobe koja je poznavala pesmu do druge osobe. To je uveliko ograničilo koliko ljudi može podučavati novu muziku i koliko se muzika mogla proširiti u druge regione ili zemlje. Razvoj muzičke notacije olakšao je diseminaciju (širenje) pesama i muzičkih komada na veći broj ljudi i šire geografsko područje. Međutim, teorijski napreci, posebno u pogledu ritma - vremenskog rasporeda nota - i polifonije - simultanog korišćenja višestruko isprepletanih melodija - jednako je važan za razvoj zapadne muzike.

## Pregled

### Instrumenti
Mnogi instrumenti koji su korišteni za izvođenje srednjovekovne muzike još uvek postoje u 21. veku, mada u različitim i tipično tehnološki razvijenijim oblicima. Flauta je u srednjovekovnom dobu bila izrađena od drveta, a ne od srebra ili drugog metala i mogla je da se izrađuje kao instrument u koji se duva sa strane ili sa kraja. Dok su savremene orkestarske flaute obično izrađene od metala i imaju složene ključne mehanizme i nepropusne jastučiće, srednjovekovne flaute su imale rupe koje je izvođač morao da prekriva prstima (kao kod kljunaste flaute). Kljunasta flauta je napravljena od drveta tokom srednjovekovne ere, i uprkos činjenici da u 2000-im može biti napravljena od sintetičkih materijala, ona je manje, više zadržala svoj raniji oblik. Gemshorn je sličan kljunastoj flauti, jer ima otvore za prste na svojoj prednjoj strani, iako je zapravo član porodice okarina. Jedan od prethodnika flaute, panova flula, bila je popularna u srednjovekovnim vremenima i verovatno je helenskog porekla. Cevi ovog instrumenta bile su izrađene od drveta, i imale su opseg dužina da bi se proizvele različite visine tona.
Srednjovekovna muzika koristila je mnogo okidačkih žičanih instrumenata poput laute, instrument sa drškom i šupljim telom u obliku kruške koji je prethodnik moderne gitare. Ostali okidački žičani instrumenti uključuju mandor, gitern, citolu i psalterij. Dalcimeri, po strukturi slični psalteriji i citri, prvobitno su bili koristili okidanje, ali su muzičari počeli da koriste čekiće za sviranje u 14. veku nakon prispeća nove metalne tehnologije koja je omogućila metalne žice.
Povijena lira Vizantijskog carstva bila je prvi snimljeni evropski gudački instrument. Poput moderne violine, izvođač je proizvodio zvuk pomerajući napetu nit po zategnutim strunama. Persijski geograf Ibn Huradadbih iz 9. veka (umro 911.) pomenuo je vizantijsku liru u svojoj leksikografskoj raspravi o instrumentima kao povijeni instrument ekvivalentan arapskom rababu i tipičan instrument Bizanijaca, zajedno sa urghunom (organom), šiljanom (verovatno vrsta harfe ili lire) i salandžom (verovatno gajdama). Hurdi-gurdi je mehanička violina kod koje se koristi drveni točak sa pričvršćenom ručkom da se „naklone” njegove žice. Instrumenti bez zvučnih kutija poput drombulja bili su takođe popularni. Korištene su rane verzije cevi orgulja, violina (ili viela) i prekurzor modernog trombona (zvanog sakbat).

## Literatura
- Chandler, Richard E.; Schwartz, Kessel (1991). A New History of Spanish Literature (1st изд.). Baton Rouge: Louisiana State University Press. ISBN 978-0-8071-1735-4.
- Gibbs, Marion E.; Johnson, Sidney M., ур. (1997). Medieval German Literature: A Companion. London: Routledge. ISBN 978-0-415-92896-0.
- Brown, Howard Mayer; Stein, Louise K. (1998). Music in the Renaissance (2nd изд.). London: Pearson plc. ISBN 978-0-13-400045-9.
- Caldwell, John (2019) [1978]. Medieval Music. Oxford: Taylor & Francis. ISBN 978-0-429-57526-6.
- Christensen, Thomas, ур. (2002). The Cambridge History of Western Music Theory. Cambridge: Cambridge University Press. ISBN 978-1-139-05347-1.
- Fassler, Margot (2014).  Frisch, Walter, ур. Music in the Medieval West. Western Music in Context: A Norton History (1st изд.). New York: W. W. Norton & Company. ISBN 978-0-393-92915-7.
- Hindley, Goffrey, ур. (1971). The Larousse Encyclopedia of Music. London: Hamlyn. ISBN 978-0-600-02396-8.
- Hoppin, Richard (1978). Medieval Music. The Norton Introduction to Music History (1st изд.). New York: W. W. Norton & Company. ISBN 978-0-393-09090-1.
- Kartomi, Margaret J. (1990). On Concepts and Classifications of Musical Instruments. Chicago: University of Chicago Press. ISBN 978-0-226-42549-8.
- McKinnon, James, ур. (1990). Antiquity and the Middle Ages: From Ancient Greece to the 15th Century. London: Palgrave Macmillan. ISBN 978-1-349-21157-9.
- Michaëlis de Vasconcellos, Carolina (1904). Cancioneiro da Ajuda (на језику: португалски) (edição critica e commentada изд.). Halle a.S.: M. Niemeyer. OCLC 906105804.
- Parrish, Carl (1957). The Notation of Medieval Music. London: Faber and Faber. OCLC 906105804.
- Seay, Albert (1965). Music in the Medieval World. Englewood Cliffs: Prentice Hall. OCLC 468886489.
- Ultan, Lloyd (1977). Music Theory: Problems and Practices in the Middle Ages and Renaissance. Minneapolis: University of Minnesota Press. ISBN 978-1-4529-1208-0.
- Wolinski, Mary; Borders, James (26. 2. 2020). „Medieval Music”. Oxford Bibliographies: Music. Oxford: Oxford University Press. ISBN 978-0-19-975782-4. doi:10.1093/OBO/9780199757824-0269. (потребна претплата)
- Yudkin, Jeremy (1989). Music in Medieval Europe (1st изд.). Upper Saddle River: Prentice Hall. ISBN 978-0-13-608192-0.
- Abraham, Gerald; Hughes, Dom Anselm, ур. (1960). Ars Nova and the Renaissance 1300-1540. The New Oxford History of Music. III. Oxford, England: Oxford University Press. ISBN 978-0-19-316303-4.
- Butterfield, Ardis (2002), Poetry and Music in Medieval France, Cambridge: Cambridge University Press.
- Cyrus, Cynthia J. (1999), "Music": Medieval Glossary ORB Online Encyclopedia (15 October) (Archive from 9 August 2011; accessed 4 May 2017.
- Derrick, Henry (1983), The Listeners Guide to Medieval & Renaissance Music, New York, NY: Facts on File.
- Fenlon, Iain (2009). Early Music History: Studies in Medieval and Early Modern Music. Cambridge, England: Cambridge University Press. ISBN 978-0-521-10431-9.
- Gómez, Maricarmen; Haggh, Barbara (мај 1990). „Minstrel Schools in the Late Middle Ages”. Early Music. Oxford University Press. 18 (2): 212—216. JSTOR 3127809.
- Haines, John. (2004). "Erasures in Thirteenth-Century Music". Music and Medieval Manuscripts: Paleography and Performance. Andershot: Ashgate. pg. 60–88.
- Haines, John (2011). The Calligraphy of Medieval Music. Brepols Publishers.
- Hartt, Jared C., ed. (2018), A Critical Companion to Medieval Motets, Woodbridge: Boydell.
- Pirrotta, Nino (1980), "Medieval" in The New Grove Dictionary of Music and Musicians, ed. Stanley Sadie, vol. 20, London: Macmillan.
- Reese, Gustave (1940). Music in the Middle Ages: With an Introduction on the Music of Ancient Times. Lanham, Maryland: W. W. Norton & Company. ISBN 978-0-393-09750-4.
- Remnant, M. 1965. 'The gittern in English medieval art', Galpin Society Journal, vol. 18, 104–9.
- Remnant, M. "The Use of Frets on Rebecs and Medieval Fiddles" Galpin Society Journal, 21, 1968, p. 146.
- Remnant, M. and Marks, R. 1980. 'A medieval "gittern"’, British Museum Yearbook 4, Music and Civilisation, 83–134.
- Remnant, M. "Musical Instruments of the West". 240 pp. Batsford, London, 1978. Reprinted by Batsford in 1989  978-0-7134-5169-6. Digitized by the University of Michigan 17 May 2010.
- Remnant, Mary (1986). English Bowed Instruments from Anglo-Saxon to Tudor Times. Clarendon Press. ISBN 978-0-1981-6134-9.
- Remnant, Mary (1989). Musical Instruments: An Illustrated History : from Antiquity to the Present. 54. Amadeus Press. ISBN 978-0-9313-4023-9.

## Spoljašnje veze
- DIAMM, the Digital Image Archive of Medieval Music
- Medieval composers: Песме на сајту IMSLP (језик: енглески)